# Redman (rapper)
Reginald Noble (*17. duben 1970, Newark, NJ, USA), spíše známý jako Redman, je americký rapper, hudební producent, DJ a herec. Často spolupracuje se členem skupiny Wu-Tang Clan Method Manem, v roce 1995 spolu začali vystupovat jako duo. Také je členem skupiny Def Squad, kterou s ním tvoří Erick Sermon a Keith Murray. Jeho nejúspěšnějším sólo albem je Doc's da Name 2000 (1998). Roku 2004 ztvárnil sám sebe ve filmu Chuckyho sémě.

## Kariéra
Narodil se v americkém Newarku, NJ. V roce 1992 vydal své první album s názvem Whut? Thee Album a byl časopisem The Source ohodnocen jako rapper roku. Veřejnosti se poté představil ve spolupráci s producentem Erickem Sermonem či rapperem Eminemem. Nejznámější však byla jeho koprodukce s dalším rapperem, Method Manem, se kterým natočil několik celosvětově známých hitů, které spolu vydali na albech Blackout! (1999) a Blackout! 2 (2009).
Natočil i duet se zpěvačkou Christinou Aguilerou, ten nese název Dirrty. Proslavil se i remixem písničky Get This Party Started zpěvačky Pink.
Natočil i několik filmů, mezi ty nejznámější patří How High / (Kdo hulí, ten umí) z roku 2001, kde hrál po boku svého hudebního parťáka Method Mana.

## Diskografie

### Studiová alba
| Rok  | Album                                                                | Nejvyšší umístění v hitparádě | Nejvyšší umístění v hitparádě | Nejvyšší umístění v hitparádě | Ocenění                  |
| Rok  | Album                                                                | US 200                        | US Hip-Hop                    | US Rap                        | Ocenění                  |
| ---- | -------------------------------------------------------------------- | ----------------------------- | ----------------------------- | ----------------------------- | ------------------------ |
| 1992 | Whut? Thee Album - Vydáno: 22. září 1992 - Vydavatel: Def Jam        | 49                            | 5                             | *                             | US: zlaté                |
| 1994 | Dare Iz a Darkside - Vydáno: 22. listopadu 1994 - Vydavatel: Def Jam | 13                            | 1                             | *                             | US: zlaté                |
| 1996 | Muddy Waters - Vydáno: 10. prosince 1996 - Vydavatel: Def Jam        | 12                            | 1                             | *                             | US: zlaté                |
| 1998 | Doc's da Name 2000 - Vydáno: 24. listopadu 1998 - Vydavatel: Def Jam | 11                            | 1                             | *                             | US: platinové CAN: zlaté |
| 2001 | Malpractice - Vydáno: 22. května 2001 - Vydavatel: Def Jam           | 4                             | 1                             | *                             | US: zlaté                |
| 2007 | Red Gone Wild - Vydáno: 27. března 2007 - Vydavatel: Def Jam         | 13                            | 4                             | 3                             | US: /                    |
| 2010 | Reggie - Vydá: 7. prosince 2010 - Vydavatel: Def Jam                 | 118                           | 22                            | 10                            | US: /                    |
| 2015 | Mudface - Vydáno: 13. listopadu 2015 - Vydavatel: Gilla House        | 147                           | 13                            |                               |                          |

### Spolupráce
| Rok  | Album                                                                     | Nejvyšší umístění v hitparádě | Nejvyšší umístění v hitparádě | Nejvyšší umístění v hitparádě | Ocenění                      |
| Rok  | Album                                                                     | US 200                        | US Hip-Hop                    | US Rap                        | Ocenění                      |
| ---- | ------------------------------------------------------------------------- | ----------------------------- | ----------------------------- | ----------------------------- | ---------------------------- |
| 1998 | El Niño (s Def Squad) - Vydáno: 30. června 1998 - Vydavatel: Def Jam      | 2                             | 1                             | *                             | US: zlaté                    |
| 1999 | Blackout! (a Method Man) - Vydáno: 28. září 1999 - Vydavatel: Def Jam     | 3                             | 1                             | *                             | US: platinové CAN: platinové |
| 2009 | Blackout! 2 (a Method Man) - Vydáno: 19. května 2009 - Vydavatel: Def Jam | 7                             | 2                             | 2                             | US: /                        |

### Úspěšné singly

#### Sólo
- 1992 - "Blow Your Mind"
- 1993 - "Time 4 Sum Aksion"
- 1995 - "Can't Wait"
- 1995 - "Funkorama"
- 1996 - "It's Like That (My Big Brother)" (ft. K-Solo)
- 1997 - "Whateva Man" (ft. Erick Sermon)
- 1999 - "Da Goodness" (ft. Busta Rhymes)
- 2001 - "Let's Get Dirty (I Can't Get in da Club)"

#### S Method Manem
- 1995 - "How High"
- 1999 - "Da Rockwilder"
- 1999 - "Tear It Off"
- 2001 - "Part II" (ft. Toni Braxton)

## Filmografie

### Filmy
- 1999 - Colorz of Rage
- 1999 - PIGS
- 2000 - Boricua’s Bond
- 2001 - Statistic: The Movie
- 2001 - How High / (Kdo hulí, ten umí)
- 2002 - Stung
- 2003 - Thaddeus Fights The Power!
- 2004 - Seed of Chucky / (Chuckyho sémě)

### Seriály
- 2004 - The Fairly OddParents / (Kouzelní kmotříčci) (2 epizody)
- 2004 - Method & Red (3 epizody)